# Xilitol
Xilitol é um adoçante natural encontrado nas fibras de muitos vegetais, incluindo milho, framboesa, ameixa, entre outros, e que também pode ser extraído de alguns tipos de cogumelo. É obtido pela hidrogenação catalítica da xilose.
O xilitol é tão doce quanto a sacarose, porém é cerca de 40% menos calórico.
Trata-se de uma molécula de estrutura aberta, com cinco grupos hidroxila (OH), cada um deles ligado a um átomo de carbono, razão pela qual esse composto é conhecido como poliidroxiálcool acíclico ou pentitol.

## Características
- É capaz de substituir a sacarose;
- É tolerado por diabéticos;
- Devido à sua elevada estabilidade química e microbiológica, atua, mesmo em baixas concentrações, como conservante de produtos alimentícios, pois impede o crescimento de microrganismos;
- Devido à ausência de grupos aldeídicos ou cetônicos em sua molécula, não participa de reações com aminoácidos, conhecidas como reações de Maillard. Portanto, não sofre reações de escurecimento não enzimático, que provocam diminuição do valor nutricional das proteínas;
- Devido ao seu elevado calor de solução endotérmico (34,8 cal/g), produz um agradável efeito refrescante na boca quando entra em contato com a saliva, sendo capaz, devido a essa propriedade organoléptica, de realçar o efeito refrescante dos produtos com sabor de menta;
- Substância atóxica, classificada pela Food and Drug Administration (FDA) como um aditivo do tipo GRAS (Generally Regarded as Safe), o que permite a sua incorporação em alimentos;
- Observou-se efeitos laxativos decorrentes da ingestão em doses superiores à 60g por dia - no entanto, em um estudo, indivíduos consumiram cerca de 1,5 kg de xilitol por mês (chegando à ingestão diária máxima de mais de 400 gramas), sem apresentar quaisquer efeitos negativos.[5]
- Seu uso em produtos industrializados foi aprovado em mais de quarenta países;
- Possui ação anticariogênica, determinada principalmente pela sua não fermentabilidade por bactérias do gênero Streptococcus. Assim, limita a proliferação desse tipo de bactéria na flora bucal, reduz a quantidade de polissacarídeos insolúveis e aumenta a de polissacarídeos solúveis, o que resulta em uma placa menos aderente e de fácil remoção pela escovação habitual dos dentes. Também aumenta a salivação, o que promove a remineralização dos dentes e, consequentemente, a reversão das cáries em estágio inicial, bem como previne a queda do pH da superfície dos dentes, resultante da metabolização de bactérias anaeróbicas;[6][7]
- É indicado para tratar diabetes, desordens no metabolismo de lipídeos, lesões renais e parenterais; e para prevenir otite, infecções pulmonares e osteoporose.[6]